# Pluguffan

Pluguffan este o comună în departamentul Finistère, Franța. În 1 ianuarie 2022 avea o populație de 4.229 de locuitori.